# Zelená Hora
Zelená Hora é uma comuna checa localizada na região de Morávia do Sul, distrito de Vyškov.